# Sân vận động Ninh Thuận
Sân vận động Ninh Thuận, còn được gọi là Sân vận động Phan Rang, là một sân vận động đa năng nằm ở phường Phước Mỹ, thành phố Phan Rang – Tháp Chàm, tỉnh Ninh Thuận. Sân có sức chứa 16.000 khán giả. Đây là sân nhà của Câu lạc bộ bóng đá Ninh Thuận vào năm 2012.
Sân từng được chọn làm nơi tổ chức Giải bóng đá U-21 Quốc gia 2012 và Giải bóng đá U-21 Quốc tế Báo Thanh Niên 2013. Vào năm 2023, câu lạc bộ bóng đá Bình Thuận đã mượn sân vận động Ninh Thuận để thi đấu do sân vận động Phan Thiết, sân nhà của họ đang được sửa chữa.